# Stegonotus guentheri
Stegonotus guentheri — вид змій родини полозових (Colubridae). Ендемік Папуа Нової Гвінеї. Вид названий на честь німецько-британського зоолога Альберта Гюнтера.

## Поширення і екологія
Stegonotus guentheri мешкають на островах Фергюссон, Гуденаф і Норманбі в архіпелазі Д'Антркасто, а також на островах Кірівіна і Кітава в групі островів Тробріана. Вони живуть у вологих тропічних лісах, на висоті до 800 м над рівнем моря.